# Comando del Ejército Oeste
El Comando del Ejército Oeste (en alemán: Oberbefehlshaber West; iniciales OB West) ejerció el mando del Ejército de tierra alemán (Heer) en el Frente Occidental durante la Segunda Guerra Mundial. Estaba subordinado en forma directa al Alto Mando de las Fuerzas Armadas Alemanas. El área bajo el mando del OB West fue variando durante el transcurso de la guerra, a medida que se avanzaba hacia la costa francesa del Atlántico. Al final de la Segunda Guerra Mundial en Europa, el área se redujo a comandar las tropas en Baviera.
El 25 de octubre de 1940 se creó el alto mando militar para las tropas alemanas del ejército de tierra (Heer) en los territorios ocupados, los Países Bajos, Bélgica y la parte ocupada de Francia, excluyendo Alsacia, Lorena y Luxemburgo.
El OB West no fue responsable de la administración de la ocupación occidental.

## Comandantes
| 10 de octubre de 1940   | 1 de abril de 1941      | Mariscal de Campo Gerd von Rundstedt  |
| 1 de mayo de 1941       | 15 de marzo de 1942     | Mariscal de Campo Erwin von Witzleben |
| 15 de marzo de 1942     | 2 de julio de 1944      | Mariscal de Campo Gerd von Rundstedt  |
| 2 de julio de 1944      | 16 de agosto de 1944    | Mariscal de Campo Günther von Kluge   |
| 16 de agosto de 1944    | 3 de septiembre de 1944 | Mariscal de Campo Walter Model        |
| 3 de septiembre de 1944 | 11 de marzo de 1945     | Mariscal de Campo Gerd von Rundstedt  |
| 11 de marzo de 1945     | 22 de abril de 1945     | Mariscal de Campo Albert Kesselring   |

## Orden de batalla a principios de junio de 1944
| OB West                 |                      |                     |                      |                      |                      |
| Grupo de Ejércitos B    | Grupo de Ejércitos B | Grupo Panzer Oeste  | Grupo de Ejércitos D | Grupo de Ejércitos G | Grupo de Ejércitos H |
| 7.º Ejército            | 15.º Ejército        | I SS Cuerpo Panzer  |                      | 1.º Ejército         |                      |
| LXXXIV Cuerpo           | LXXXVIII Cuerpo      | XLVII Cuerpo Panzer |                      | 19.º Ejército        |                      |
| II Cuerpo de Paracaídas |                      | II SS Cuerpo Panzer |                      |                      |                      |